# Marcos Yauri Montero
Marcos Eleodoro Yauri Montero (Huaraz, 3 de julio de 1930) es un poeta, escritor y ensayista peruano. Estudia la cultura popular andina.

## Biografía
Estudió en la escuela primaria en Huaraz. Entre 1944 y 1948 continuó la secundaria en el Colegio Nacional La Libertad de la misma ciudad. Al concluir sus estudios de nivel superior en Trujillo, optó el título de docente profesional en el área de Historia y Geografía, para el cual estudió entre 1950 y 1953. En Trujillo fue redactor del diario La Nación.
Incursionó en la poesía, la narrativa y la novelística. Su novela más conocida ―premiada por la Casa de las Américas (La Habana)― es En otoño, después de mil años (1974), una obra densa de carácter surrealista, un tanto similar, en la forma, a la obra de Nicolás Guillén.
También ha trabajado en la literatura oral. Como profesor del Colegio Nacional La Libertad (de Huaraz) tuvo la oportunidad de recopilar  valiosísimos relato: leyendas, mitos, historias de santos y santas; ya que sus alumnos eran oriundos de la mayoría de distritos de Áncash, y estudiaban en dicho colegio por sus méritos. El escritor Marcos Yauri publicó aquellos relatos en Ganchiscocha (1967).
Durante el trágico terremoto del 31 de mayo de 1970 se encontraba en la ciudad de Huaraz. Volcó sus experiencias en Tiempo de dolor y de muerte.

## Publicaciones

### Novelas y Obras
- 1980: María Colon.
- 1996: El hombre de la gabardina.
- 1999: No preguntes quién ha muerto.
- 2000: Mañana volveré.
- 2004: Eurídice, el amor.
- 2010: El misterio de la calle Loreto.
- 2011: Cuando la risa es fiesta.
- 2014: El hombre de la gabardina.
- 2015: Memorias de un caballo.

### Narrativa y ensayo
- 1967: Piedra y nieve.
- 1968: Sal amarga de la tierra(1968) Peisa. Premio nacional de novela 1968. Prólogo de Francisco E. Carrillo.
- 1974: En otoño, después de mil años
- 1998: Reina del viento (leyendas).
- 2000: Leyendas Ancashinas.
- 2009: Simbolismo de las plantas alimenticias nativas en el imaginario andino (2009)(ensayo).

### Poesía
- 1952: Breviario de vía crucis
- 1960: El mar, la lluvia y ella
- La poesía es sencilla como el amor.
- 1969: Lázaro divagante.[6]
- 2007: Torres de la Soledad.
- 2015: Un Caballo en la Av. Roca y Bologna.

### Trabajos colectivos
En 1984 publicó ―junto a varios intelectuales, como Claudio Alba Herrera, Camila Estremadoyro, Téofilo Maguiña y Manuel Reina Loli―, con auspicio de Concytec Áncash, historia y cultura.

### Texto bilingüe
- 2006: Puerta de la alegría (cantos religiosos), editorial universitaria de la URP. Lo publicó en español y en quechua, pero con una grafía arbitraria, a pesar de que desde 1976 existe para Áncash una gramática y diccionario del quechua, publicado por el Ministerio de Educación de la Nación.El enfoque es de un ensayo que trata de recoger la producción marginal y larvada que medra a pesar de la indolencia del submundo amestizado, aculturado y devoto de la decadente utopía arcaica del progreso y del inicuo individualismo.[7]

## Premio
La Casa de las Américas (La Habana, Cuba) le otorgó el premio Casa de las Américas por su novela Otoño, después de mil años.